# Langley (Oklahoma)
Langley es un pueblo ubicado en el condado de Mayes en el estado estadounidense de Oklahoma. En el año 2010 tenía una población de 819 habitantes y una densidad poblacional de 255,94 personas por km².

## Geografía
Langley se encuentra ubicado en las coordenadas 36°28′8″N 95°2′59″O / 36.46889, -95.04972 (36.468980, -95.049670).

## Demografía
Según la Oficina del Censo en 2000 los ingresos medios por hogar en la localidad eran de $22,500 y los ingresos medios por familia eran $26,250. Los hombres tenían unos ingresos medios de $26,250 frente a los $16,731 para las mujeres. La renta per cápita para la localidad era de $11,542. Alrededor del 29.3% de la población estaban por debajo del umbral de pobreza.